# MU-30 (Spanje)

De MU-30

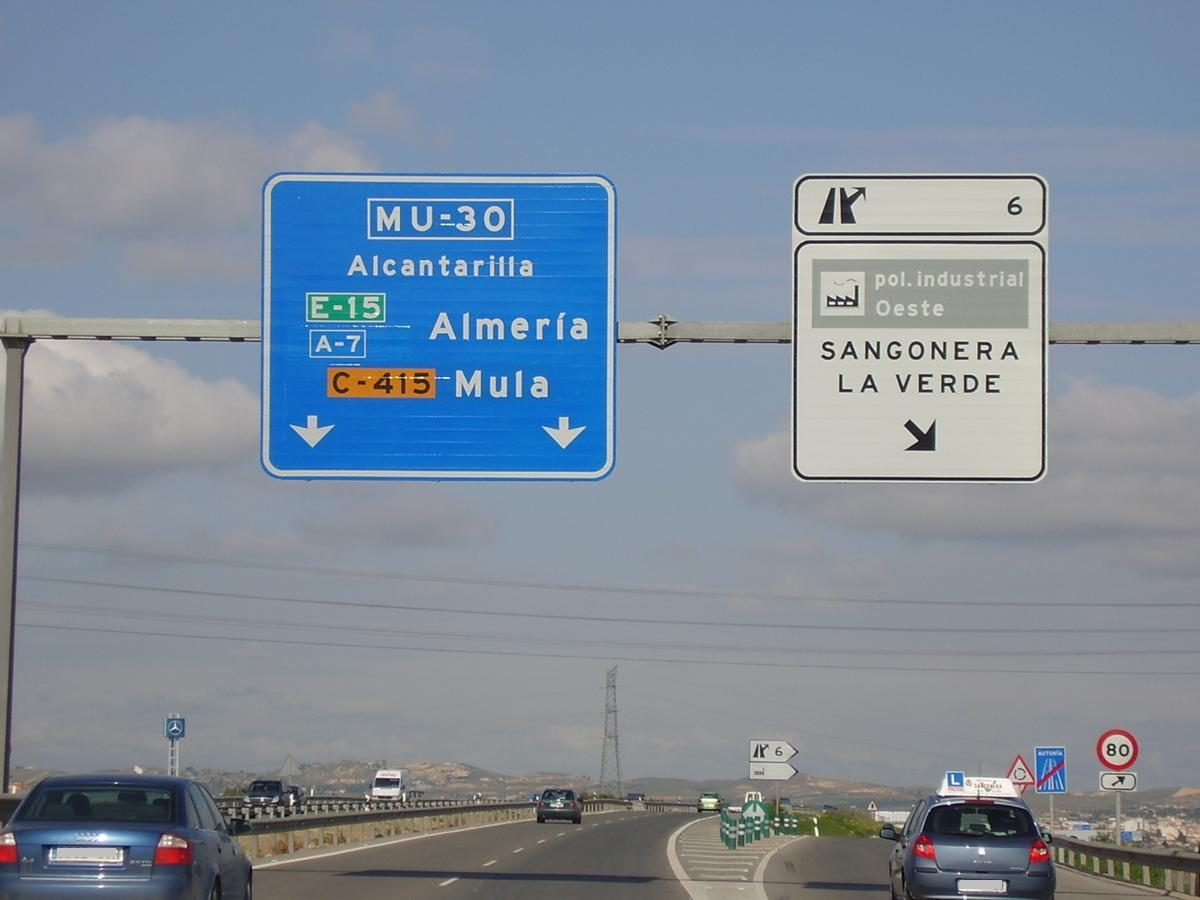
De MU-30

De MU-3O of Autovía del Noroeste-Río Mula is een autovía in Murcia. De snelweg is 16,5 kilometer lang en vormt een ringweg om de stad Murcia, die de A-7, A-30 en RM-1 met elkaar verbindt.